# Saison 2014-2015 de l'Espérance sportive de Tunis
Maillots
Chronologie
Saison suivante
La saison 2014-2015 de l'Espérance de Tunis est la 60e saison consécutive du club dans l'élite qui permet au club de disputer la Ligue I ainsi que la coupe de Tunisie. Le club joue aussi sa 21e Ligue des champions de la CAF (cinquième année de suite) en commençant par les seizièmes de finale.
L'Espérance sportive de Tunis, détenteur de la 6e édition de la Ligue des champions aux dépens du Wydad de Casablanca, tente de remporter à nouveau ce titre lors de la Ligue des champions de la CAF 2014.

## Transferts

### Mercato d'été
| Type de transfert     | Type de transfert   | Date         | Prix | Durée | Nom                      | Provenance / Destination        |
| Arrivées              | Transfert définitif | 1er juillet  |      | 2 ans | Moussa Marega            | Amiens SC (D3)                  |
| Arrivées              | Retour de prêt      | 1er juillet  |      |       | Ali Abdi                 | Stade tunisien (D1)             |
| Arrivées              | Retour de prêt      | 1er juillet  |      |       | Seifeddine Jerbi         | Grombalia Sports (D1)           |
| Arrivées              | Retour de prêt      | 1er juillet  |      |       | Houssem Tabboubi         | Grombalia Sports (D1)           |
| Arrivées              | Retour de prêt      | 1er juillet  |      |       | Sami Hlel                | Stade gabésien (D1)             |
| Arrivées              | Retour de prêt      | 1er juillet  |      |       | Ernest Thierry Anang     | Stade tunisien (D1)             |
| Arrivées              | Transfert définitif | 11 juillet   |      | 2 ans | Mohamed Ali Yaakoubi     | Club africain (D1)              |
| Arrivées              | Transfert définitif | 16 juillet   |      | 4 ans | Fousseny Coulibaly       | US Monastir (D1)                |
| Arrivées              | Retour de prêt      | 25 août      |      |       | Mohamed Ali Ben Hammouda | Avenir sportif de La Marsa (D1) |
| Arrivées              | Transfert définitif | 12 septembre |      | 3 ans | Hassen Harbaoui          | Club athlétique bizertin (D1)   |
| Total (10 mouvements) |                     |              |      |       |                          |                                 |
| Départs               | Transfert définitif | 1er juillet  |      | 3 ans | Youcef Belaïli           | USM Alger (D1)                  |
| Départs               | Transfert définitif | 5 juillet    |      | 3 ans | Wassim Naouara           | Club athlétique bizertin (D1)   |
| Départs               | Prêt                | 30 juillet   |      | 1 an  | Aminou Bouba             | Club sportif constantinois (D1) |
| Départs               | Transfert définitif | 20 août      |      | 2 ans | Khalil Chemmam           | Vitória Guimarães (D1)          |
| Départs               | Prêt                | 15 septembre |      | 1 an  | Ernest Thierry Anang     | Stade tunisien (D1)             |
| Départs               | Transfert définitif | 20 septembre |      | 1 an  | Iheb Msakni              | Al Ahed Football Club (D1)      |
| Total (6 mouvements)  |                     |              |      |       |                          |                                 |

### Mercato d'hiver
| Type de transfert    | Type de transfert   | Date        | Prix | Durée         | Nom                      | Provenance / Destination        |
| Arrivées             | Transfert définitif | 15 décembre |      | 2 ans et demi | Magno Cruz               | CA Bragantino (D2)              |
| Arrivées             | Transfert définitif | 22 décembre |      | 4 ans et demi | Chedly Ghrab             | Stade gabésien (D1)             |
| Arrivées             | Transfert définitif | 22 décembre |      | 4 ans et demi | Hatem Bejaoui            | Stade tunisien (D1)             |
| Arrivées             | Transfert définitif | 22 décembre |      | 3 ans et demi | Samuel Eduok             | Dolphin FC (D1)                 |
| Total (4 mouvements) |                     |             |      |               |                          |                                 |
| Départs              | Transfert définitif | 22 décembre |      | 1 an et demi  | Seifeddine Jerbi         | Stade tunisien (D1)             |
| Départs              | Transfert définitif | 13 janvier  |      | 2 ans et demi | Mohamed Ali Ben Hammouda | Avenir sportif de La Marsa (D1) |
| Départs              | Transfert définitif | 15 janvier  |      | 1 an et demi  | Seifeddine Akremi        | Stade tunisien (D1)             |
| Départs              | Prêt                | 15 janvier  |      | 6 mois        | Fousseny Coulibaly       | Stade tunisien (D1)             |
| Départs              | Transfert définitif | 31 janvier  |      | 1 an et demi  | Moussa Marega            | CS Marítimo (D1)                |
| Total (5 mouvements) |                     |             |      |               |                          |                                 |

## Ligue des champions de la CAF
| Rang | Équipe               | Pts | J | G | N | P | Bp | Bc | Diff |  | Résultats (▼ dom., ► ext.) |     |     |     |     |
| ---- | -------------------- | --- | - | - | - | - | -- | -- | ---- |  | -------------------------- | --- | --- | --- | --- |
| 1    | Club sportif sfaxien | 11  | 6 | 3 | 2 | 1 | 8  | 5  | +3   |  | Club sportif sfaxien       | 1-1 |     | 3-1 | 1-0 |
| 2    | ES Sétif             | 10  | 6 | 2 | 4 | 0 | 9  | 6  | +3   |  | ES Sétif                   |     | 1-1 | 1-1 | 2-2 |
| 3    | Espérance de Tunis   | 7   | 6 | 2 | 1 | 3 | 8  | 9  | -1   |  | Espérance de Tunis         | 1-2 | 2-1 | 1-0 |     |
| 4    | Ahly Benghazi        | 4   | 6 | 1 | 1 | 4 | 5  | 10 | -5   |  | Ahly Benghazi              | 0-2 | 0-1 |     | 3-2 |

## Ligue 1
Le barème de points servant à établir le classement se décompose ainsi :
- Victoire : 3 points
- Match nul : 1 point
- Défaite : 0 point

| Rang | Équipe                             | Pts | J  | G  | N  | P  | Bp | Bc | Diff |
| ---- | ---------------------------------- | --- | -- | -- | -- | -- | -- | -- | ---- |
| 1    | Club africain                      | 65  | 30 | 20 | 5  | 5  | 50 | 18 | +32  |
| 2    | Étoile sportive du Sahel (C) -1    | 63  | 30 | 19 | 7  | 4  | 47 | 17 | +30  |
| 3    | Espérance sportive de Tunis (T)    | 60  | 30 | 17 | 9  | 4  | 52 | 21 | +31  |
| 4    | Club sportif sfaxien (VC)          | 47  | 30 | 11 | 14 | 5  | 35 | 21 | +14  |
| 5    | Espérance sportive de Zarzis (P)   | 45  | 30 | 11 | 12 | 7  | 35 | 25 | +10  |
| 6    | Stade tunisien                     | 43  | 30 | 13 | 7  | 10 | 29 | 32 | -3   |
| 7    | Avenir sportif de La Marsa         | 43  | 30 | 10 | 13 | 7  | 32 | 37 | -5   |
| 8    | Club athlétique bizertin           | 41  | 30 | 9  | 14 | 7  | 21 | 21 | 0    |
| 9    | Jeunesse sportive kairouanaise     | 38  | 30 | 9  | 11 | 10 | 32 | 33 | -1   |
| 10   | Stade gabésien                     | 37  | 30 | 9  | 10 | 11 | 20 | 28 | -8   |
| 11   | Club sportif de Hammam Lif         | 36  | 30 | 9  | 9  | 12 | 30 | 35 | -5   |
| 12   | Étoile sportive de Métlaoui        | 32  | 30 | 7  | 8  | 14 | 24 | 40 | -16  |
| 13   | El Gawafel sportives de Gafsa      | 30  | 30 | 6  | 12 | 12 | 26 | 39 | -13  |
| 14   | Union sportive monastirienne       | 25  | 30 | 3  | 16 | 11 | 20 | 31 | -11  |
| 15   | Avenir sportif de Gabès (P)        | 19  | 30 | 5  | 4  | 21 | 21 | 44 | -23  |
| 16   | Association sportive de Djerba (P) | 17  | 30 | 4  | 5  | 21 | 23 | 56 | -33  |

|  | Qualification pour la LC 2016                                                                                             |
|  | Qualification pour la CC 2016                                                                                             |
|  | Qualification pour la UAFA 2015                                                                                           |
|  | Relégation directe en Ligue Professionnelle 2                                                                             |
|  | (T) Tenant du titre (VC) Vice-champion 2013-2014 (C) Vainqueur de la coupe de Tunisie (P) Club promu de deuxième division |

## Statistiques

### Meilleurs buteurs
| Rang | Nom                  | Ligue I | Coupe de Tunisie de football | Ligue des champions de la CAF | Coupe du monde | Total |
| ---- | -------------------- | ------- | ---------------------------- | ----------------------------- | -------------- | ----- |
| 1    | Ahmed Akaichi        | 10      | 2                            | 2                             | 0              | 14    |
| 2    | Yannick N'Djeng      | 6       | 0                            | 3                             | 0              | 9     |
| 2    | Samuel Eduok         | 7       | 0                            | 2                             | 0              | 9     |
| 4    | Oussama Darragi      | 6       | 0                            | 0                             | 0              | 6     |
| 5    | Haythem Jouini       | 4       | 0                            | 0                             | 0              | 4     |
| 5    | Harrison Afful       | 2       | 0                            | 2                             | 0              | 4     |
| 5    | Ghailene Chaalali    | 2       | 0                            | 2                             | 0              | 4     |
| 8    | Larbi Jabeur         | 2       | 0                            | 1                             | 0              | 3     |
| 9    | Chamseddine Dhaouadi | 2       | 0                            | 0                             | 0              | 2     |
| 9    | Mohamed Ali Yaakoubi | 2       | 0                            | 0                             | 0              | 2     |
| 9    | Hassen Harbaoui      | 2       | 0                            | 0                             | 0              | 2     |
| 9    | Idriss Mhirsi        | 2       | 0                            | 0                             | 0              | 2     |
| 13   | Seif Jerbi           | 0       | 0                            | 1                             | 0              | 1     |
| 13   | Iheb Mbarki          | 1       | 0                            | 0                             | 0              | 1     |
| 13   | Fousseny Coulibaly   | 1       | 0                            | 0                             | 0              | 1     |
| 13   | Moez Aboud           | 0       | 1                            | 0                             | 0              | 1     |
| 13   | Magno Cruz           | 1       | 0                            | 0                             | 0              | 1     |
| 13   | Hocine Ragued        | 1       | 0                            | 0                             | 0              | 1     |
| 13   | Youssef Khemiri      | 1       | 0                            | 0                             | 0              | 1     |
| 13   | Wassim Naghmouchi    | 0       | 0                            | 1                             | 0              | 1     |

### Meilleurs passeurs
| Rang | Nom                  | Ligue I | Coupe de Tunisie | Ligue des champions de la CAF | Coupe du monde | Total |
| ---- | -------------------- | ------- | ---------------- | ----------------------------- | -------------- | ----- |
| 1    | Idriss Mhirsi        | 6       | 0                | 0                             | 0              | 6     |
| 2    | Samuel Eduok         | 3       | 0                | 2                             | 0              | 5     |
| 3    | Ahmed Akaichi        | 3       | 1                | 0                             | 0              | 4     |
| 4    | Hassen Harbaoui      | 3       | 0                | 0                             | 0              | 3     |
| 4    | Harrison Afful       | 2       | 0                | 1                             | 0              | 3     |
| 4    | Oussama Darragi      | 2       | 0                | 1                             | 0              | 3     |
| 4    | Ghailene Chaalali    | 2       | 0                | 1                             | 0              | 3     |
| 4    | Sameh Derbali        | 2       | 0                | 1                             | 0              | 3     |
| 9    | Mohamed Ali Yaakoubi | 1       | 0                | 1                             | 0              | 2     |
| 9    | Hocine Ragued        | 1       | 1                | 0                             | 0              | 2     |
| 9    | Haythem Jouini       | 2       | 0                | 0                             | 0              | 2     |
| 12   | Khaled Gharsellaoui  | 0       | 0                | 1                             | 0              | 1     |
| 12   | Yannick N'Djeng      | 1       | 0                | 0                             | 0              | 1     |
| 12   | Mohamed Ben Mansour  | 1       | 0                | 0                             | 0              | 1     |
| 11   | Magno Cruz           | 0       | 1                | 0                             | 0              | 1     |
| 12   | Hatem Bejaoui        | 1       | 0                | 0                             | 0              | 1     |
| 12   | Ali Abdi             | 1       | 0                | 0                             | 0              | 1     |
| 12   | Mohamed Amine Nefzi  | 1       | 0                | 0                             | 0              | 1     |
| 12   | Daouda Camara        | 1       | 0                | 0                             | 0              | 1     |

### Homme du match
| Rang | Joueur            | Adversaire           | Compétition                        | Note |
| ---- | ----------------- | -------------------- | ---------------------------------- | ---- |
| 1    | Moez Ben Cherifia | Club sportif sfaxien | Ligue des champions de la CAF 2014 | 5,92 |